# Campeonato Paraguaio de Futebol de 1985
O Campeonato Paraguaio de Futebol de 1985 foi o septuagésimo quinto torneio desta competição. Participaram dez equipes. O Club Atlético Tembetary foi rebaixado. O campeão e o vice do torneio representaria o Paraguai na Copa Libertadores da América de 1986
| Equipe                    | Cidade      | Departamento     | No ano anterior                                                      | Estádio | Capacidade | Títulos                                                 | Participações |
| ------------------------- | ----------- | ---------------- | -------------------------------------------------------------------- | ------- | ---------- | ------------------------------------------------------- | ------------- |
| Club Cerro Porteño        | Assunção    | Distrito Capital | Vice Campeão                                                         | --      | --         | 19 (último em 1977)                                     | 69            |
| Club Guaraní              | Assunção    | Distrito Capital | Campeão                                                              | --      | --         | 9 (1906,1907, 1921, 1923, 1949, 1964, 1967, 1969, 1984) | 74            |
| Club Olimpia              | Assunção    | Distrito Capital | Terceiro Lugar                                                       | --      | --         | 30 (último em 1983)                                     | 75            |
| Club Libertad             | Assunção    | Distrito Capital | Quarto Lugar                                                         | --      | --         | 7 (1910, 1920, 1930,1943, 1945, 1955, 1976 )            | 71            |
| Club River Plate          | Assunção    | Distrito Capital | Lugar                                                                | --      | --         | 0 (não possui)                                          | 69            |
| Club Sportivo Luqueño     | Luque       | Central          | Lugar                                                                | --      | --         | 2 (1951,1953)                                           | 51            |
| Sol de América            | Assunção    | Distrito Capital | Quinto Lugar                                                         | --      | --         | 0 (não possui)                                          | 70            |
| Club Nacional             | Assunção    | Distrito Capital | Lugar                                                                | --      | --         | 6 (1909, 1911, 1924, 1926, 1942, 1946)                  | 74            |
| Club Atlético Colegiales  | Assunção    | Distrito Capital | Sexto Lugar                                                          | --      | --         | 0 (não possui)                                          | 3             |
| Club Sportivo San Lorenzo | San Lorenzo | Central          | Campeão do Campeonato Paraguaio de Futebol de 1985 - Segunda Divisão | --      | --         | 0 (não possui)                                          | 15            |

## Premiação
| Campeonato Paraguaio 1985 Primeira Divisão |
| Assunção                                   |
| ------------------------------------------ |
| Club Olímpia Campeão (31º título)          |